# 宍戸璣

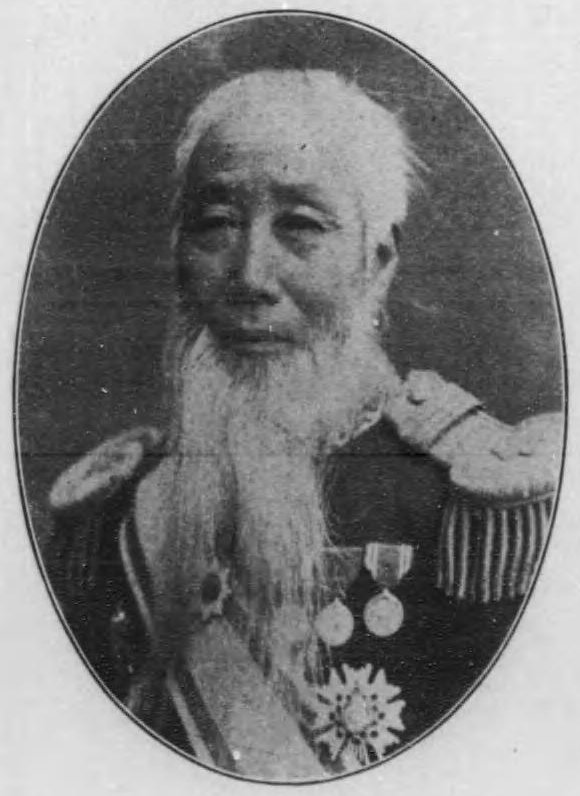
宍戸璣

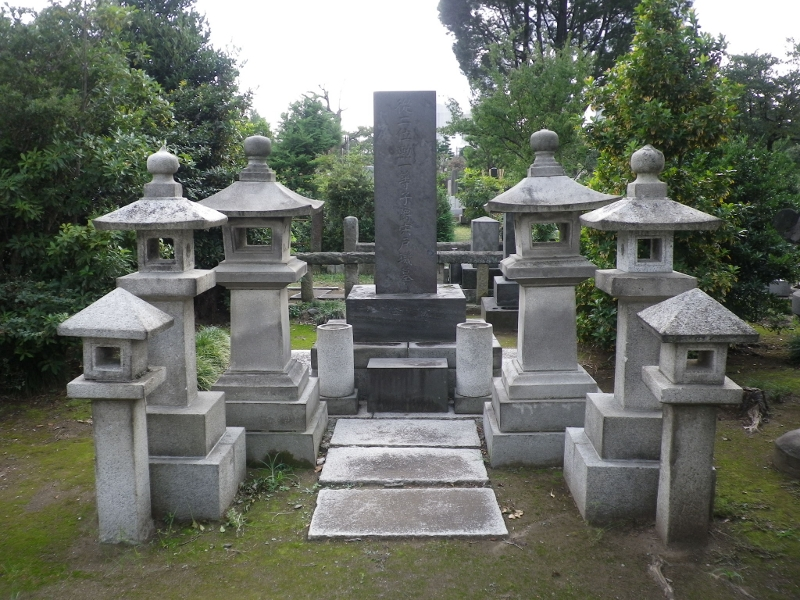
宍戸璣の墓（染井霊園）

宍戸 璣（ししど たまき、文政12年3月15日（1829年4月18日） - 明治34年（1901年）10月1日）は、日本の武士（長州藩士）、政治家・官僚。子爵）。前名の山県半蔵でも知られる。

## 略歴
文政12年（1829年）、長州藩士・安田直温の三男として生まれる。幼名は辰之助。名は子誠、のち敬宇。吉田松陰らと共に玉木文之進の塾（松下村塾）に学び、また藩校明倫館に学ぶ。嘉永元年（1848年）、藩儒・山県太華の養子となり、半蔵と称する。安政元年（1854年）には幕府の役人・村垣範正に従い、蝦夷地および樺太・露国巡視を行う。翌年には長崎へ遊学。その頃から諸藩の志士と交流し、安政5年（1857年）に藩に戻ると、明倫館都講本役に任ぜられ、世子・毛利定広（のち元徳）の侍講となった。万延元年（1860年）、定広に従って江戸へ赴き国事に奔走する。文久2年（1862年）には同藩の久坂玄瑞、土佐藩の中岡慎太郎らとともに松代藩で謹慎中の学者佐久間象山を訪問。長州藩へ招聘するも叶わなかったが、国際情勢や国防論について薫陶を受ける。翌年帰藩した後、九州諸藩に尊王攘夷論を遊説。同年の八月十八日の政変後は京阪に潜伏して形勢を視察した。
その後も長州藩は尊王攘夷運動に邁進するが、禁門の変の敗北、下関への四国連合艦隊襲来により窮地に陥る。長州藩は恭順派（俗論派）の牛耳るところとなり、半蔵も禁固されるが、高杉晋作・伊藤博文らの挙兵によって藩論が再転換し、赦免される。しかし幕府は長州藩へ問罪使の派遣を決定。藩は半蔵を家老宍戸親基の養子として宍戸備後助と改名させ、広島の国泰寺で幕府問罪使・永井尚志に応接させた。交渉の長期化に伴い、広島藩に拘留されたが、翌年の第二次長州征伐開戦にあたり、幕府側の敗戦の調和策として放免された。この間の功績を認められ、宍戸家の末家を新たに建てることを認可され、直目付役に任ぜられた。また長防士民合議書を起草し各戸に配布し領内の団結を深めることに貢献した。
明治維新後は、明治2年（1869年）に山口藩権大参事となる。翌年上京し、10月に刑部少輔。明治4年（1871年）11月には司法大輔。明治5年（1872年）には文部大輔となる。明治10年（1877年）、元老院議官となる。明治12年（1879年）3月には清国駐剳全権公使に任命された。琉球藩を廃止し沖縄県を設置した（琉球処分）直後であり、琉球の帰属問題が両国間の懸案（分島問題）となっていたが、宍戸は琉球に対する日本の領有権の法的根拠を明記した寺島宗則・井上馨外務卿の覚書を清国総理衙門へ提出、翌年交渉は妥結する。しかし清朝の重臣李鴻章らの反対により調印には至らず、明治14年（1881年）1月には交渉を打ち切って帰国した。
帰朝翌年には宮内省出仕となり、明治17年（1884年）4月には参事院議官。明治18年（1885年）12月には再び元老院議官。明治20年（1887年）5月24日にはこれまでの功績を認められ子爵を叙爵。明治23年（1890年）帝国議会の発足に際し同年7月10日、貴族院議員に任命され、同年10月20日、錦鶏間祗候となる。貴族院議員に1期在任して1897年（明治30年）7月10日に退任した。
明治34年（1901年）10月没。享年73。

## 親族
- 妻 宍戸千枝子（清水谷公正四女）[5]
- 養嗣子 宍戸功男（陸軍騎兵大佐、貴族院子爵議員、毛利元功五男）[5]
- 四女 宍戸幾子（功男の妻）[5]

## 栄典
位階
- 1885年（明治18年）10月1日 - 正四位[6]
- 1886年（明治19年）10月20日 - 従三位[7]
- 1894年（明治27年）5月21日 - 正三位[8]
- 1901年（明治34年）9月30日 - 従二位[9]

勲章等
- 1889年（明治22年）
  - 6月19日 - 勲一等瑞宝章[10]
  - 11月25日 - 大日本帝国憲法発布記念章[11]
- 1894年（明治27年）3月9日 - 大婚二十五年祝典之章[12]